# 오구라 기조
오구라 기조(小倉 紀蔵, 본명 오구라 마사노리<小倉 雅紀>, 1959년 5월 14일 ~ )는 일본의 한국학자, 철학자이다. 교토대학교 교수이다. 전공은 한국 철학, 한국문화사회론, 동아시아 비교사상.

## 생애
도쿄도 출신. 1983년 도쿄대학교 독문과 졸업 후 덴쓰에 입사. 1988년 퇴사. 서울대학교 철학과 대학원 동양철학 전공 석사과정에 진학. 석사 취득. 1995년 서울대 동양철학 전공 박사과정 수료. 2012년 4월부터 교토대 대학원 인간.환경학연구과 교수.

## 저서
- 『韓国は一個の哲学である 〈理〉と〈気〉の社会システム』講談社〈講談社現代新書〉, 1998년 12월 18일
  - 한국어 번역 『한국은 하나의 철학이다』, 모시는사람들, 2017년 12월 20일
- 『韓国ドラマ、愛の方程式』ポプラ社, 2004년 7월
- 『日中韓はひとつになれない』角川書店(出版) 角川グループパブリッシング(発売)〈角川oneテーマ21 A-91〉, 2008년 12월
- 『入門 朱子学と陽明学』筑摩書房〈ちくま新書 990〉, 2012년 12월
- 『朝鮮思想全史』筑摩書房〈ちくま新書 1292〉, 2017년 11월
- 『京都思想逍遥』筑摩書房〈ちくま新書 1388〉, 2019년 2월
- 『群島の文明と大陸の文明』PHP新書, 2020년 10월
- 『韓国の行動原理』PHP新書, 2021년 7월
- 『ハイブリッド化する日韓 (真横から見る現代)』NTT出版, 2010년 11월